# Typhales
Typhales is een botanische naam in de rang van orde. De naam is gevormd vanuit de familienaam Typhaceae.
Het Cronquist-systeem (1981) gebruikte deze naam voor een van de zeven ordes in de onderklasse Commelinidae. De samenstelling was deze:
- orde Typhales
  - familie Sparganiaceae
  - familie Typhaceae

In het APG II-systeem (2003) worden deze families ingedeeld in de orde Poales. Overigens erkent ook de APWebsite [23 juli 2009] deze planten als zijnde een natuurlijke eenheid, maar dan in de rang van familie, te weten Typhaceae (die familie bestaat dan uit Typha en Sparganium).